# Tour du tambour de Nankin
Pour les articles homonymes, voir tour du tambour.

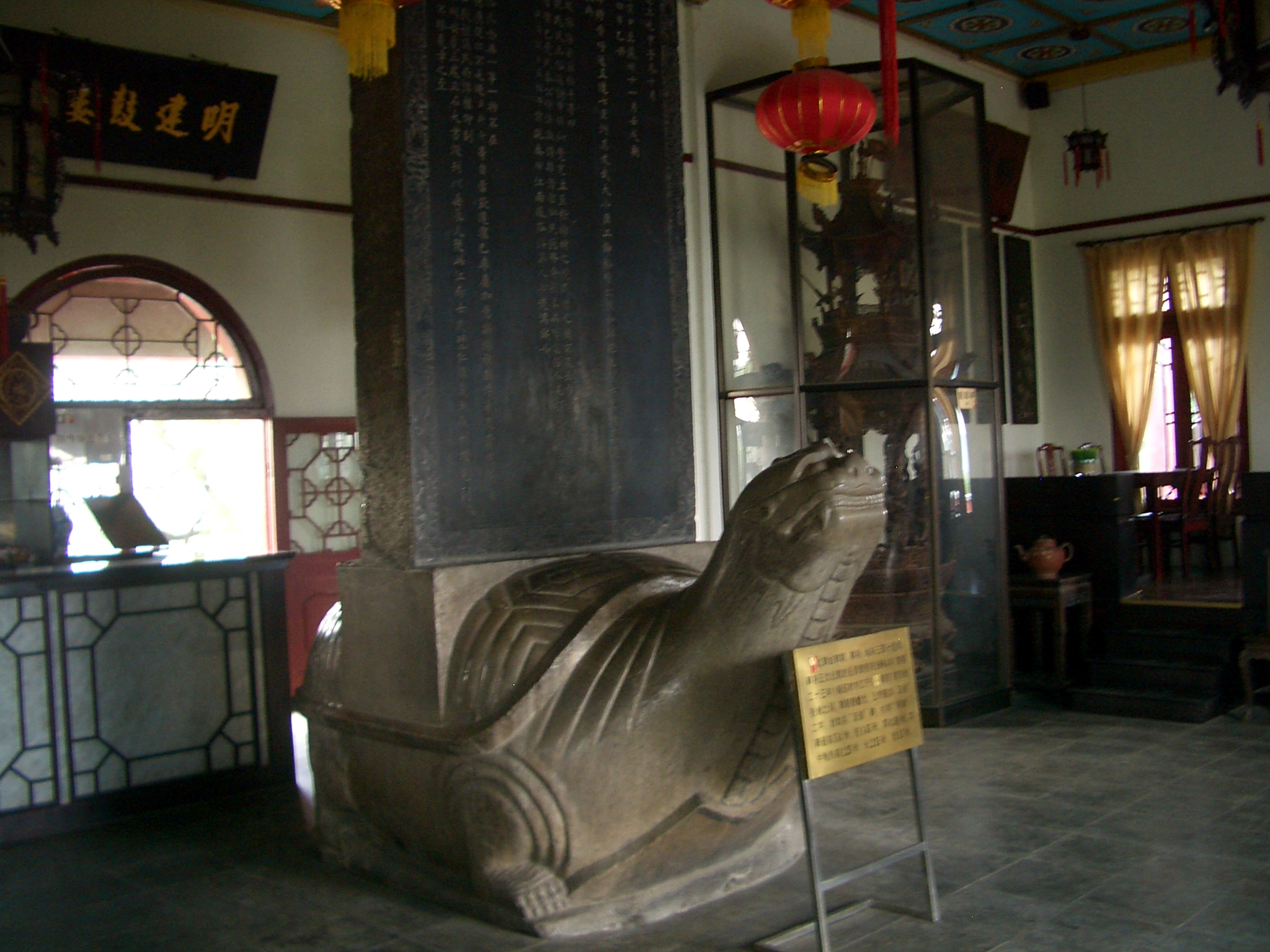
La stèle-tortue de Kangxi

La tour du tambour est un monument situé à Nankin, dans le Jiangsu, en Chine.

## Description
Construite en 1382, elle mesure 44 mètres par 22 mètres et s'élève à 30 m. Elle se compose de deux parties : un socle possédant une grande porte et deux petites, et une tour faite de briques et de bois possédant un double toit. À l'origine, la tour abritait deux grands tambours et 24 petits.
La tour servait à donner l'heure mais aussi à célébrer les cérémonies officielles et à accueillir les invités impériaux. Elle a été renommée la « tour du monument » après le passage de l'empereur Kangxi en 1684. Le parc qui l'entoure a été aménagé et ouvert au public au temps de la République de Chine.